# Мушкато
Мушкатото (Pelargonium) е род многогодишни растения, произлизащи от Южна Африка. Латинското наименование идва от гр. πελαργός (pelargos) – „щъркел“ поради приликата между формата на съцветието и главата на щъркела. Наименованието в български език вероятно е от италиански или гръцки произход (ср. ит. muschiato, moscato, нгр.μοσχατος, със значение „ароматен, миризлив“ откъдето идва и мускус).
На височина мушкатото обикновено достига най-много до около 70 – 80 cm, но в родината си в Африка старите растения се превръщат в малки дръвчета.
Родът наброява над 400 вида, включително голям брой хибриди. Разновидностите са обединени в няколко основни групи:
- Зонални – Pelargonium zonale, това са повечето градински видове;
- Едроцветни английски – Pelargonium regale, т.нар. кралски видове, а също и домашни;
- Ампелни – Pelargonium peltatum, висящите видове или т.нар. сакъзчета;
- Дъхави (също „ароматни“ или „пъстролистни“) – (Pelargonium graveolens), използвани в парфюмерията заради аромата си;
- Сукулентни – Pelargonium cucullatum.